# 东京振武学校
东京振武学校是一所专为中国陆军留学生开办的预科军事学校，为日本陆军参谋本部支持的民办学校。前中華民國總統蔣中正畢業於此，该校毕业生人才济济，对中国近代历史产生重要影响。地址在东京都新宿区河田町，现址是东京女子医科大学。

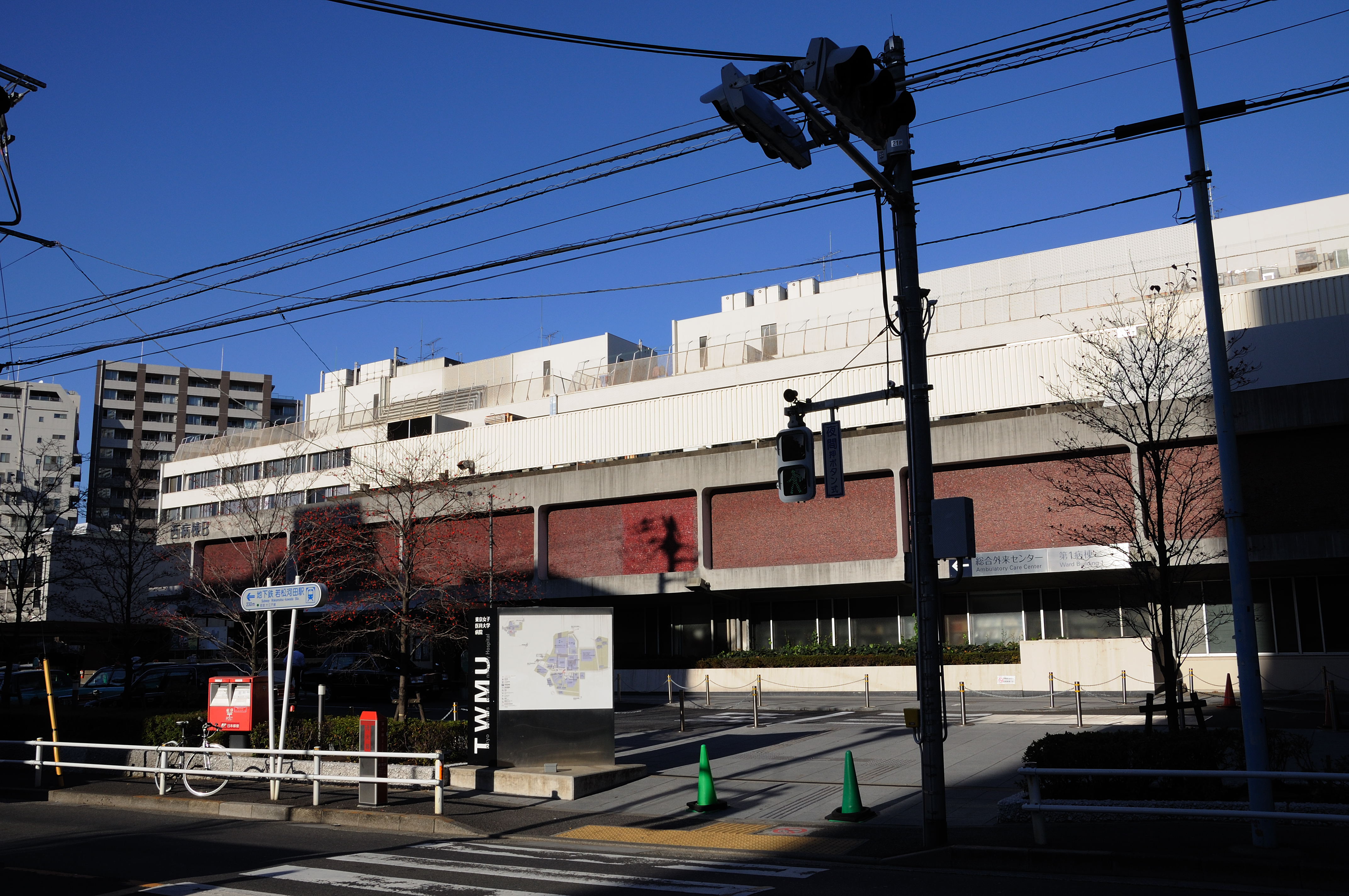
东京振武学校旧址，现为东京女子医科大学

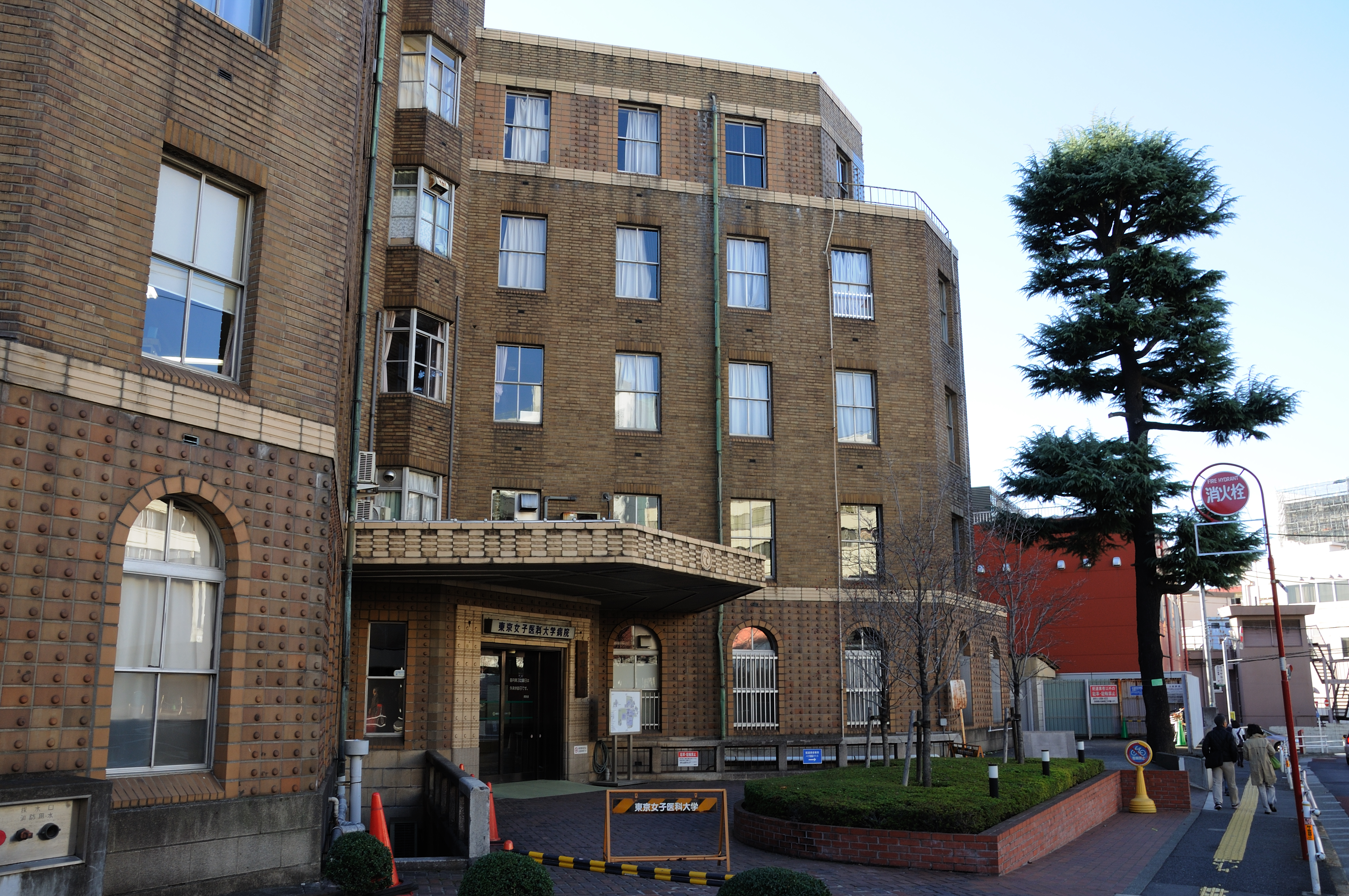
东京振武学校旧址（建于1930年）

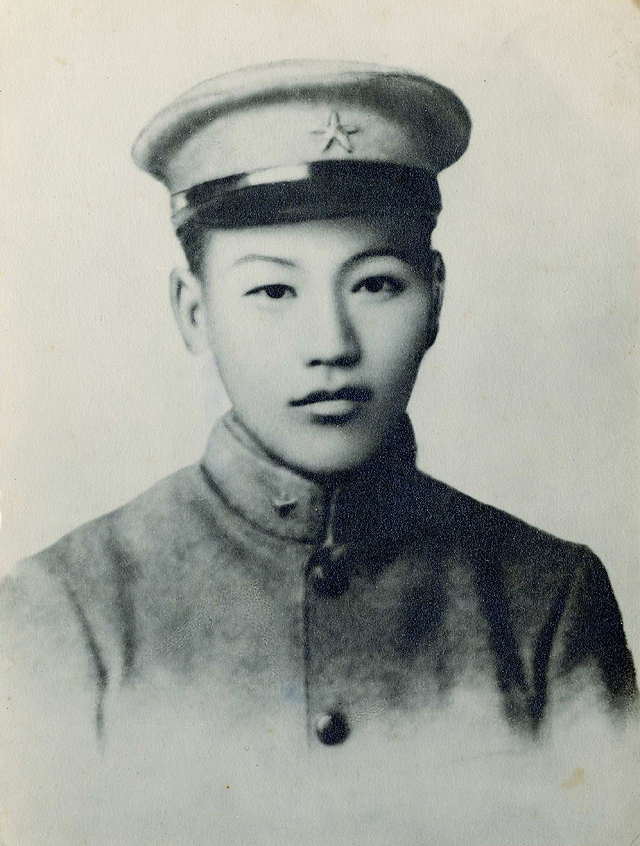
東京振武學校生徒時的蔣中正

## 历史
1885年日本旧士族日高藤吉郎、河村隆实创办私立文武讲习馆，1886年改名为成城学校。性质为旧式中学，相当于现在的初中。陆军参谋本部高官川上操六、儿玉源太郎均担任过成城学校校长，并聘请现役军官担任教员，面向全日本和外国招生，以培训有志报考陆军士官学校的青年。
1898年，日本陆军参谋本部第二部部长福岛安正向清政府游说留学日本学军事的重要性。1898年，湖广总督张之洞选送4人入成城学校学习。1899年，南洋大臣刘坤一、四川总督岑春煊、直隶总督袁世凯等开始选派留学生入成城学校学习。1900年7月，第一批45名中国留学生从成城学校毕业，入日本陆军士官学校留学生班（学制一年），这是留日陆军士官学校第一期。
1902年，钮瑷等九人自费就读成城学校，清朝驻日公使蔡钧拒绝在担保书上盖章，引爆了在日留学生与清朝驻日公使馆的激烈对抗。在福岛安正和东亚同文会的斡旋下，1903年7月在东京牛込河田町成立只招收中国留学生的私立东京振武学校，成城学校军事部的清朝留学生全部转入振武学校学习。学制为1年3个月，后延长至3年（含半年部队实习）。毕业後，可进入日本陆军士官学校留学生班就读，学制一年。 开办到1914年。

## 知名校友及其入学时间
- 良弼，1899年
- 蔡锷，1900年
- 劉成禺，1901年
- 陈独秀，1902年
- 欧阳予倩，1902年
- 方聲濤，1902年
- 吴玉章，1903年
- 邱丕振，1903年
- 王揖唐，1904年
- 唐继尧，1904年
- 程潜，1904年
- 赵恒惕，1904年
- 李烈钧，1904年
- 孙传芳，1904年
- 孙武，1904年
- 何成浚，1904年
- 阎锡山，1905年
- 尹昌衡，1905年
- 黄郛，1905年
- 吳思豫，1905年
- 那全，1907-1909
- 蒋中正，1908年
- 张群，1908年
- 姜登选，1908年
- 杨宇霆，1908年
- 熙洽，1908年
- 何应钦，1909年
- 臧式毅，1911年
- 蘇曼殊